# Nancy Ludington
Pour les articles homonymes, voir Ludington.
Nancy Ludington (né le 25 juillet 1939 à Stoneham), est une patineuse artistique américaine. Elle est médaillée de bronze olympique aux Jeux olympiques d'hiver de 1960 avec son mari Ronald Ludington.

## Palmarès
Avec son partenaire Ronald Ludington
| Compétition                     | 1957 | 1958 | 1959 | 1950 |  |  |  |  |  |  |  |  |  |  |
| Jeux olympiques                 |      |      |      | 3e   |  |  |  |  |  |  |  |  |  |  |
| Championnats du monde           | 4e   | 5e   | 3e   | 6e   |  |  |  |  |  |  |  |  |  |  |
| Championnats d'Amérique du Nord | 3e   |      | 2e   |      |  |  |  |  |  |  |  |  |  |  |
| Championnats des États-Unis     | 1re  | 1re  | 1re  | 1re  |  |  |  |  |  |  |  |  |  |  |
|                                 |      |      |      |      |  |  |  |  |  |  |  |  |  |  |